# Synagoge (Niederroedern)

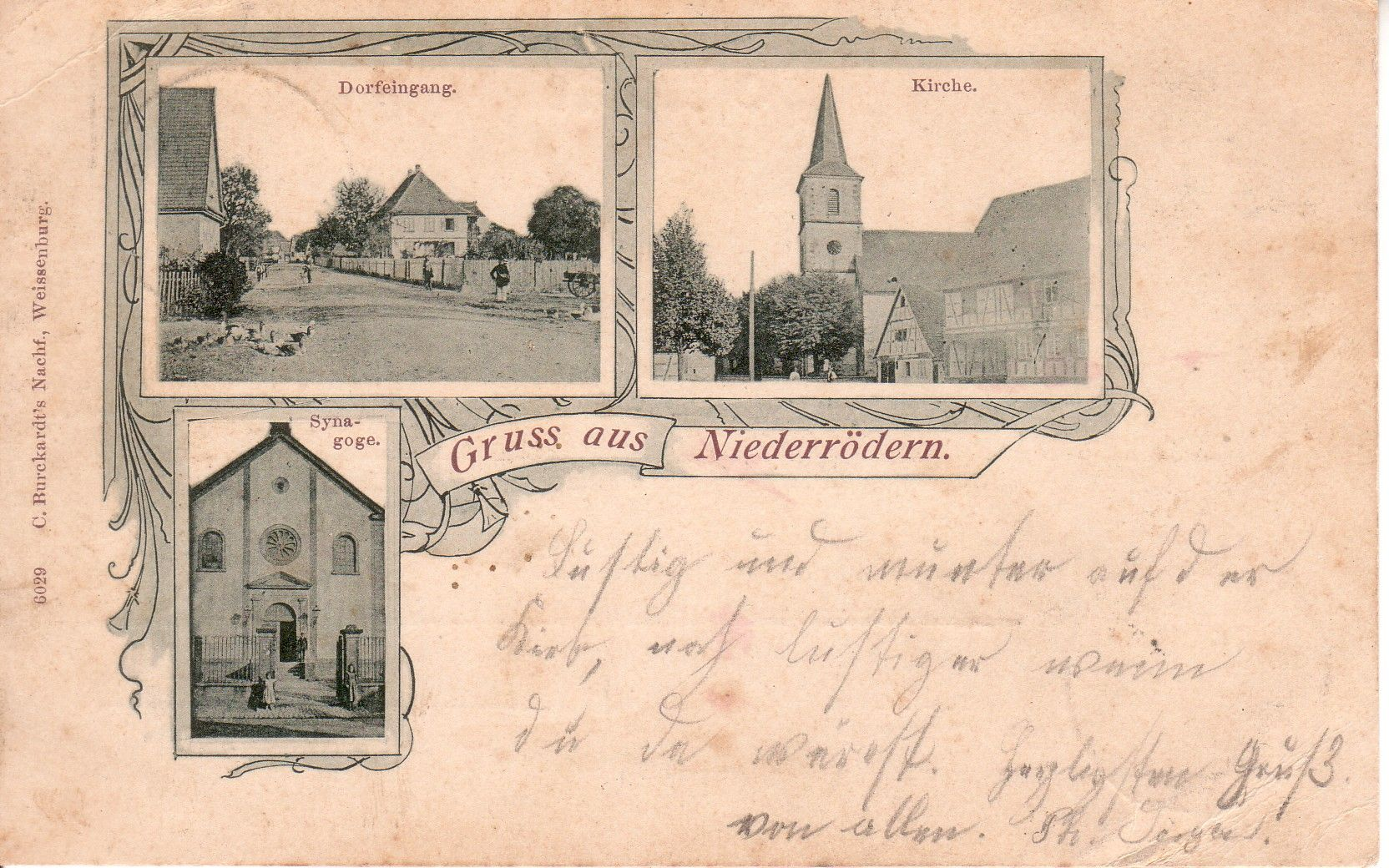
Postkarte von Niederrœdern mit Synagoge

Die Synagoge in Niederrœdern, einer französischen Gemeinde im Département Bas-Rhin in der Region Grand Est, wurde 1869 errichtet. Die Synagoge befand sich in der Herbengasse, der heutigen Rue de Blond.
Seit der Besetzung Frankreichs durch deutsche Truppen im Zweiten Weltkrieg wurde das schon zuvor nicht mehr für Gottesdienste genutzte Synagogengebäude von der Bevölkerung zum Trocknen von Kräutern verwendet. Ende des Krieges diente die Synagoge als Munitionslager der Wehrmacht. Durch amerikanische Fliegerbomben wurde das Gebäude im Januar 1945 zerstört.